# Trieux (fleuve)
Pour les articles homonymes, voir Trieux.
 (juin 2017).
Le Trieux (Trev en breton) est un petit fleuve côtier français, en Bretagne, dans le département des Côtes-d'Armor. Il prend sa source sur la commune de Kerpert et se jette dans la Manche.

## Géographie
D'un cours de 72,1 km, il coule du sud au nord, dans le Trégor, en Bretagne, et se jette dans la Manche.
Il traverse les villes de Guingamp, Pontrieux, jusqu'où la mer remonte, et laisse Lézardrieux sur sa rive gauche, Paimpol, et Loguivy-de-la-Mer (Ploubazlanec) sur sa rive droite. L'embouchure du Trieux est située dans l'archipel de Bréhat.
Son principal affluent est le Leff, à Quemper-Guézennec.
Le Trieux est navigable depuis Pontrieux, de son écluse à sas jusqu'à la mer, sur 17 km.

### Département, communes et cantons traversés
S'écoulant uniquement dans le département des Côtes-d'Armor, le Trieux traverse ou longe, vingt-trois communes et neuf cantons :
- Communes d'amont vers aval : Kerpert (source), Saint-Connan, Plésidy, Senven-Léhart, Saint-Fiacre, Saint-Péver, Saint-Adrien, Ploumagoar, Coadout, Grâces, Guingamp, Plouisy, Pabu, Trégonneau, Pommerit-le-Vicomte, Squiffiec, Saint-Clet, Plouec-du-Trieux, Pontrieux, Ploëzal, Quemper-Guézennec, Pleudaniel, Plourivo, Paimpol, Lézardrieux, Ploubazlanec (embouchure) ;

- Cantons d'amont vers aval : prend sa source dans le Saint-Nicolas-du-Pélem, puis traverse les cantons de Bourbriac, Plouagat, Guingamp, Bégard, Lanvollon, Pontrieux, et rejoint la Manche entre les Lézardieux et Paimpol.

### Toponymes
Le Trieux a donné son hydronyme aux trois communes de Pontrieux, Plouëc-du-Trieux et Lézardrieux. Quant au nom du fleuve lui-même, on peut émettre plusieurs hypothèses[réf. nécessaire]. Il peut dériver soit de son nom breton trev, mot brittonique qui, en général, vient de trebo avec la signification de « village, trève » (d'où les noms bretons en Tré-), soit d'une forme Trit- (latin Triticum)[Quoi ?][réf. nécessaire]. Il existe un autre Trieux en limite des départements de la Charente, de la Dordogne et de la Haute-Vienne, mais on ne sait pas s'il a la même origine que le Trieux breton[réf. nécessaire].

### Bassin versant
Le Trieux traverse les cinq zones hydrographiques « Le Trieux du ruisseau du Bois de la Roche (C) au Leff » (J172), « Le Trieux du Ruisseau de la Sulle (C) au Ruisseau du bois de la Roche (NC) » (J171), « Le Trieux de sa source au Ruisseau de Sulle (NC) » (J170),
« Le Trieux du Leff (NC) à la mer » (J190), « Le Leff du Goazel (C) au Trieux (NC) » (J181), pour une superficie totale de 854 km2.

### Géologie
La vallée du Trieux permet d'observer différentes formations géologiques rattachées à l'orogenèse cadomienne : tufs de Tréguier, spilites de Paimpol, diorite de Keralain, rhyolites ignimbritiques de Lézardrieux.

## Affluents
Le Trieux a dix-huit tronçons affluents référencés dont :
- le Sullé, 16 km (gauche)
- le ruisseau d'Avaugour, 10 km (droit)
- le ruisseau de Pont-Lojou, 4,9 km (gauche)
- le ruisseau de Ront ar Hor (ou ruisseau du Bois de la Roche), 14,8 km avec 4 affluents (gauche)
- le ruisseau du Touldu, 9,1 km (gauche)
- le ruisseau de Prat-an-lan, 6,2 km (gauche)
- le ruisseau de Kerprigent, 2,8 km (gauche)
- le Frout, 11,5 km (droit)
- le ruisseau de Trégonneau, 5,1 km (gauche)
- le ruisseau de l'étang de Launay, 3,9 km (gauche)
- le ruisseau de la Fontaine Kargaver (droit)
- le ruisseau du moulin de Kerdic (droit)
- la rivière le Leff, 62,4 km (droit) de rang de Strahler quatre.

Le rang de Strahler est donc de cinq.

## Hydrologie

### Étiage ou basses eaux
À l'étiage le débit peut descendre jusqu'à 0,40 m3/s en période quinquennale sèche.

### Crues
Le débit instantané maximal a été mesuré le 13 décembre 2000 à 4 h 30 et était de 86,50 m3/s.

### Lame d'eau et débit spécifique
La lame d'eau écoulée dans son bassin versant annuellement est de 408 millimètres. À titre de comparaison cette valeur est nettement inférieure à celle du bassin de l'Elorn à Plouedern (679 mm/an) mais très supérieure à celle du bassin de la Rance à Guenroc (214 mm/an). Il s'agit d'une valeur intermédiaire entre les valeurs élevées que présentent les bassins versants de l'extrémité ouest de la péninsule et les faibles valeurs de ceux de l'extrémité est.

## Histoire
Le Trieux est très utilisé en tant que voie de commerce au début du XXe siècle. De nombreux voiliers de commerce l'empruntent afin de livrer leur cargaison de maerl, graines de lin, spiritueux…
Le fleuve délimite les régions du Goëlo et du Trégor et lie l'Armor et l'Argoat.
Pendant la Seconde Guerre mondiale, plusieurs navires allemands furent coulés dans l'estuaire du Trieux par l'aviation britannique dont le 26 avril 1944 le caboteur Xaver Dorsch et quatre autres plus petits navires. Replié dans l'estuaire, le Xavier Dorsch assurait pendant la guerre les liaisons entre le continent et les îles Anglo-normandes occupées. Le 25 mai 1944, le Ludwig Janssen, un chalutier transformé en chasseur de mines est coulé, non loin de l'épave du Xaver Dorsch.

## Aménagements et écologie
Une écluse à sas est en service à Pontrieux.
Il reste de nombreux lieux-dits avec moulin à eau : le moulin à Mer, moulin de Traou Meur, moulin de Châteaulin, moulin de la Vache, moulin Neuf, moulin de Kerglaz, moulin de Brelidy, moulin de Kernavalet, et un ancien moulin, moulin à farine de Restmeur, moulin de Kerhonn, moulin du Perron, moulin à farine de Pommerit, moulin Barzic, le moulin Neuf, moulin du Perrier, le moulin du Pont, le moulin de Rucaër, le moulin à Fouler, le moulin de l'Ermite, le moulin de Kerauffret, le moulin d'Avaugour, le moulin des Forges, le moulin de Toulborzo, le moulin de Kerloc, le moulin du Trieux (2), le moulin de Kerprat, le moulin de Kerankou (en dessous de l'étang Neuf et d'un élevage piscicole), le moulin de Kerpert (près d'une source auxiliaire sur la commune origine de Kerpert).
L'ostréiculture est pratiquée dans l'embouchure près du lieu-dit Toull ar Huiled.

## Tableaux

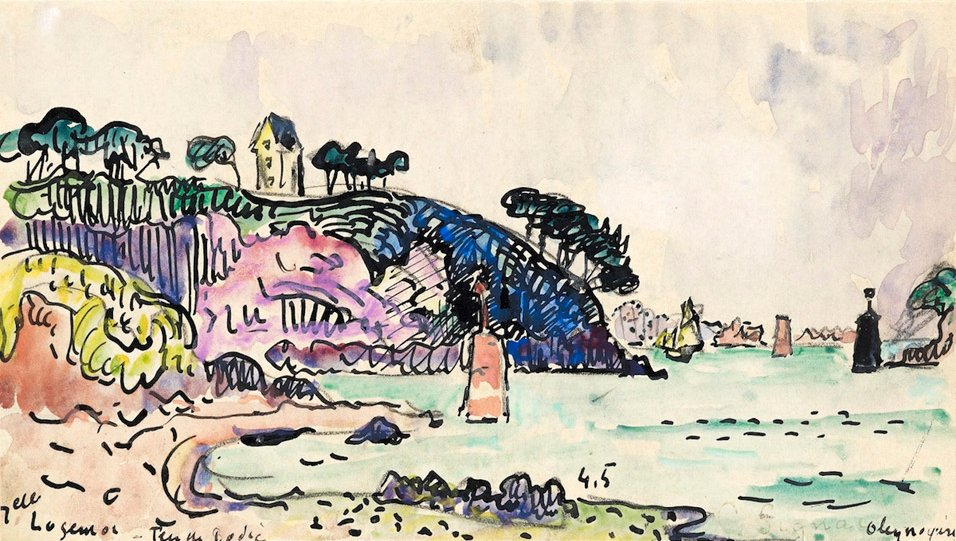
Paul Signac : L'estuaire du Trieux. Bretagne.
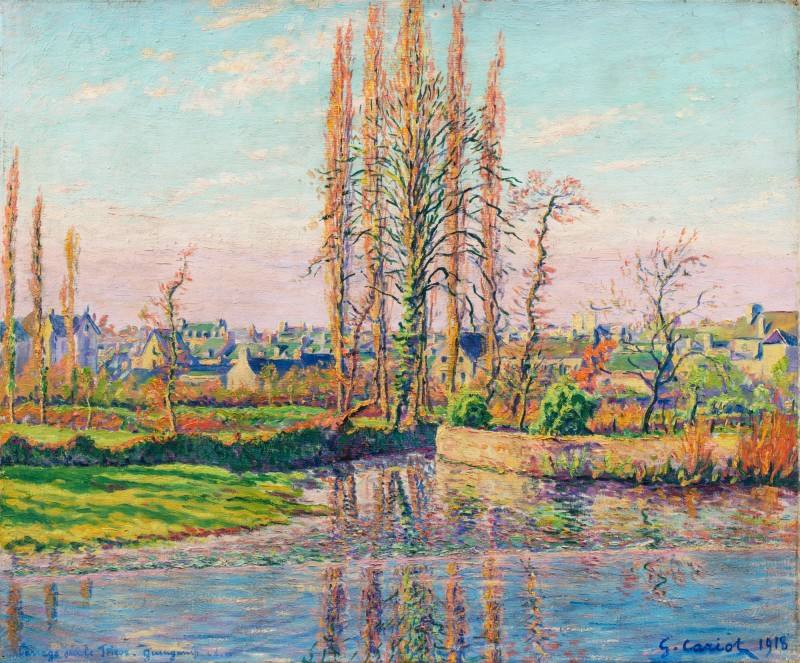
Gustave Cariot Barrage sur le Trieux, Guingamp